# Мирабилис длинноцветковый
Мира́билис длинноцветко́вый (лат. Mirabilis longiflora) — вид цветковых растений рода Мирабилис (Mirabilis) семейства Никтагиновые (Nyctaginaceae).

## Ботаническое описание

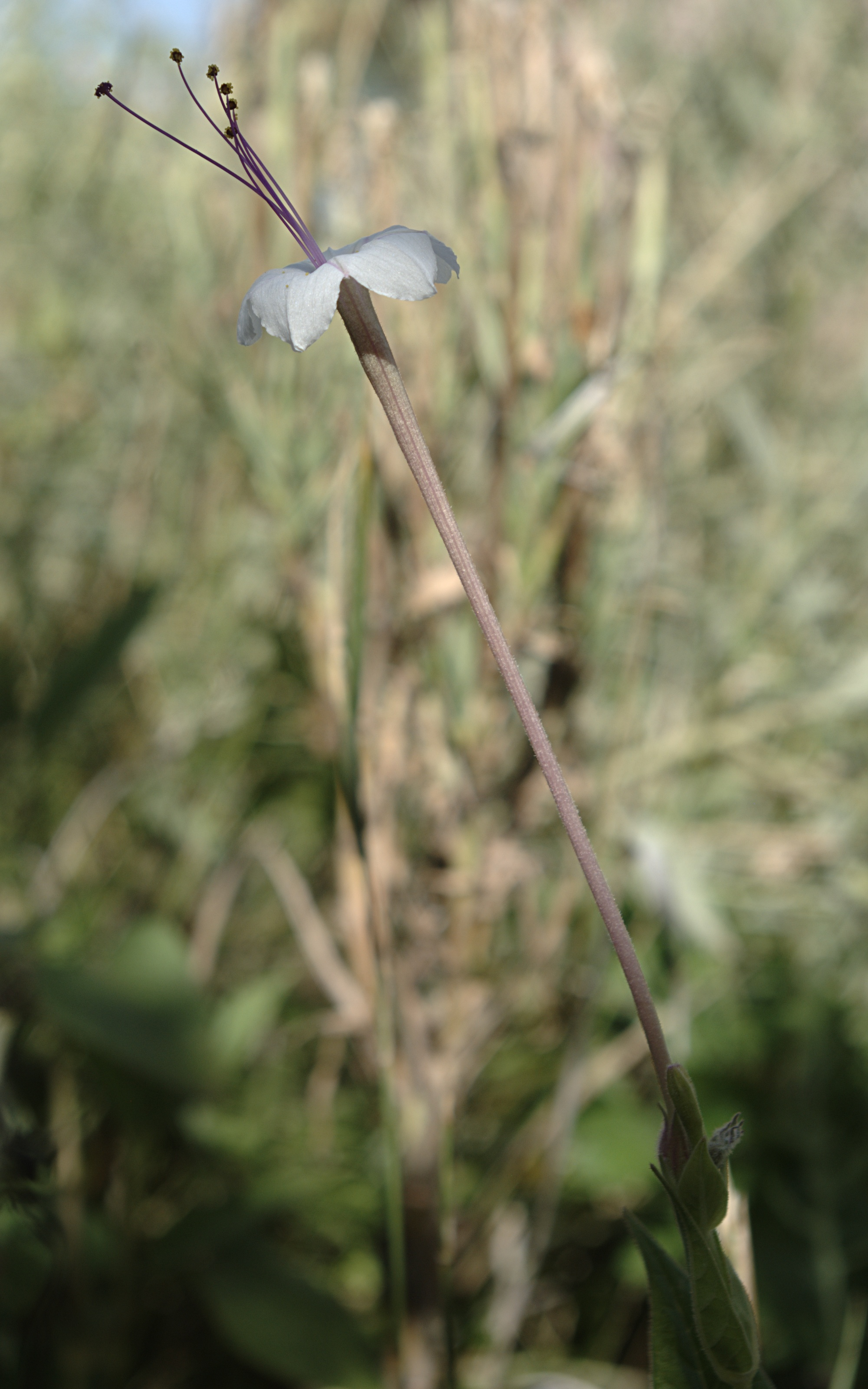
Цветок

Многолетнее травянистое растение 50—150 см высотой. Имеет тонкие прямостоячие стебли, начинающие ветвиться от основания. Листья черешковые, 6—11,5 см длиной и 3—7 см шириной, яйцевидные или ланцетно-яйцевидные, ярко-зелёные.
Соцветия верхушечные или пазушные, очень компактные, с линейными прицветниками. Колокольчиковидное покрывало, образованное ими, 1—1,5 см длиной, с неравными треугольными или ланцетными долями.
Цветки белые, с околоцветником 8—17 см длиной. Имеется 5 тычинок.
Плод — семянка, тёмная, эллиптическая или продолговатая, около 8 мм длиной и 5 мм шириной.
Цветёт ночью, в это время цветки источают сильный аромат.

## Распространение
Обитает на юго-западе США от Аризоны до Техаса и севера Мексики.

## Синонимика
- Jalapa longiflora (L.) Moench
- Mirabilis longiflora var. wrightiana (A.Gray ex Britton & Kearney) Kearney & Peebles
- Nyctago longiflora (L.) Salisb.[1]